# گورسه
گورسه شهری در شهرستان ناندیالا در استان بولکیمده در بورکینافاسوی غربی مرکزی است جمعیت آن ۲۷۵۷ نفر است.